# Bản Giang
Bản Giang là một xã thuộc huyện Tam Đường, tỉnh Lai Châu, Việt Nam.
Xã Bản Giang có diện tích 36,03 km², dân số năm 1999 là 2586 người, mật độ dân số đạt 72 người/km².